# Ludność Lubonia
Historyczne dane dotyczące liczby mieszkańców – początkowo – gromady Luboń, a następnie (od 1954 roku) miasta Lubonia.

## Populacja

### Przełom XIX i XX wieku
- około 1880 – 1937
  - Lasek – 367 (w tym: 235 katolików, 132 ewangelików)[2]
  - Luboń – 234 (w tym: 225 katolików, 9 ewangelików)[3]
  - Żabikowo – 436 (w tym: 381 katolików, 55 ewangelików)[4]
- 1946 – 9500

### Lata 50. XX wieku
- 1950 – 11 312
- 1954 – 13 000[5]
- 1957 – 13 592
- 1958 – 13 968
- 1959 – 14 417

### Lata 60. XX wieku
- 1960 – 14,6 tys.
- 1961 – 14 769
- 1962 – 14 876
- 1965 – 15,7 tys.
- 1966 – 15,9 tys.
- 1967 – 16,2 tys.
- 1968 – 16,4 tys.
- 1969 – 16,4 tys.

### Lata 70. XX wieku
- 1970 – 16,5 tys.
- 1971 – 17 tys.
- 1972 – 17,1 tys.
- 1973 – 17,5 tys.
- 1975 – 18 516

### Lata 80. XX wieku
- 1980 – 19 691
- 1985 – 21 024
- 1986 – 20 975
- 1987 – 20 986
- 1988 – 20 896
- 1989 – 20 255

### Lata 90. XX wieku
- 1990 – 20 238
- 1991 – 20 137
- 1992 – 20 360
- 1993 – 20 628
- 1994 – 20 671
- 1995 – 20 653
- 1996 – 20 869
- 1997 – 21 123
- 1998 – 21 616
- 1999 – 22 097

### Lata 2000–2009
- 2000 – 23 589[6]
- 2001 – 24 389[6]
- 2002 – 24 934[6]
- 2003 – 25 594[6]
- 2004 – 25 925
- 2005 – 25 766
- 2006 – 27 142[6]
- 2007 – 27 957[6]
- 2008 – 28 524[7]
- 2009 – 29 008[7]

### Lata 2010–2019
- 2010 - 29 520[7]
- 2011 - 30 066
- 2012 - 30 297
- 2013 - 30 676
- 2014 - 30 813
- 2015 - 31 067
- 2016 - 31 375
- 2017 - 31 653
- 2018 - 31 783
- 2019 - 31 941

### Lata 2020–2029
- 2020 - 32 015
- 2021 - 31 900
- 2022 - 32 848[7]

## Powierzchnia miasta
- 1954 – 13,20 km²
- 1980 – 13,33 km²
- obecnie – 13,51 km²[7]